# Mario Juárez
Mario Juárez Díaz (Morelia, Michoacán, México, 19 de enero de 1964) es un exfutbolista mexicano que se desempeñaba en la posición de mediocampista y jugó toda su carrera en Atlético Morelia.
Actualmente tiene 3 hijos, 2 de ellos futbolistas (Edson y Mario) y la más pequeña Mariana, como maestra.

## Trayectoria
Debuta con el Atlético Morelia en la temporada 83-84. Es un jugador que ha estado toda su carrera en las filas del Morelia.
Fue uno de los jugadores que logró el ascenso con Morelia en la temporada 80-81, además de que por muchos años fue el máximo anotador mexicano de la institución hasta que fue desbancado por Rafael Márquez Lugo y Miguel Sabah. Militó en Morelia a lo largo de 13 temporadas y tuvo la oportunidad de compartir vestidor con figuras de la talla de Horacio Rocha, Juan Ángel Bustos, Juan Carlos Vera y Marco Antonio Figueroa. 
Es el jugador con más partidos jugados para Morelia.

### Clubes
| Club                | País                | Año         | Partidos | Goles | Media |
| ------------------- | ------------------- | ----------- | -------- | ----- | ----- |
| Monarcas Morelia    | México              | 1980 - 1999 | 395      | 49    | 0.12  |
| Total en su carrera | Total en su carrera | 1980 - 1999 | 395      | 49    | 0.12  |